# Гиперболический объём

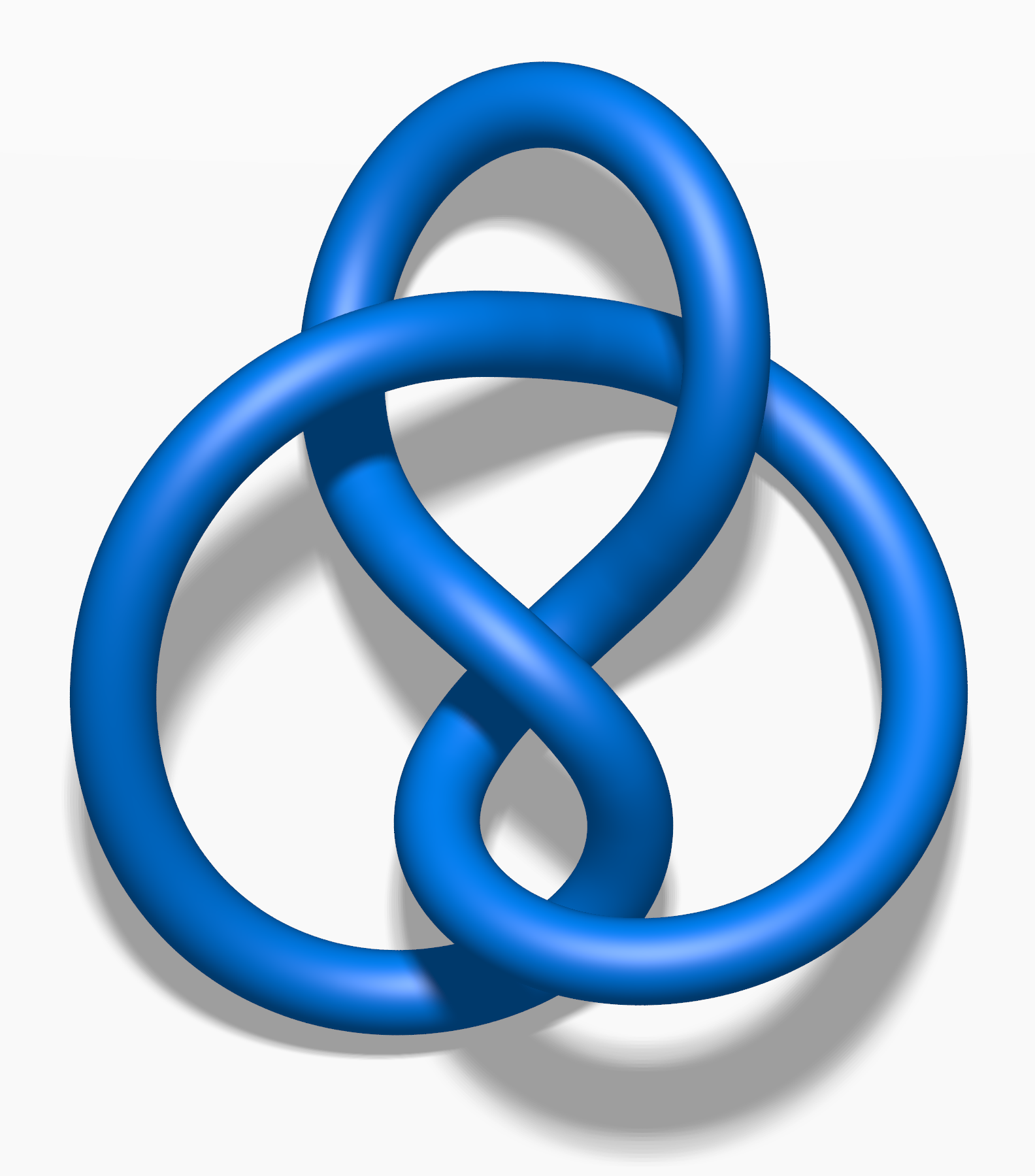
Гиперболический объём восьмёрки равен 2,029 883 2

В теории узлов гиперболический объём гиперболического зацепления равен объёму дополнения зацепления по отношению к его полной гиперболической метрике. Объём обязательно является конечным вещественным числом. Гиперболический объём негиперболического узла часто считается нулевым. Согласно теореме Мостова о жёсткости объём является топологическим инвариантом зацепления. Как инвариант зацепления объем изучался впервые Уильямом Тёрстоном в связи с его гипотезой геометризации.
Существует лишь конечное число гиперболических узлов с одинаковым объёмом.
Мутация гиперболического узла будет иметь тот же объём, так что имеется возможность состряпать примеры с тем же самым объёмом. Более того, существует произвольно большие конечные множества различных узлов с одинаковым объёмом.
На практике гиперболический объём очень эффективен для различения узлов, что применяется интенсивно в перечислении узлов.
Компьютерная программа SnapPea Джеффри Викса (англ. Jeffrey Weeks) вычисляет гиперболического объёма зацепления.
Гиперболический объём может быть определён для любого гиперболического 3-многообразия. Многообразие Викса имеет наименьший возможный объём среди замкнутых многообразий (многообразие, в отличие от дополнения зацепления, не имеет каспов) и его объём примерно равен 0,9427.

## Список
- Восьмёрка = 2,029 883 2 (последовательность A091518 в OEIS)
- Узел в три полуоборота = 2,828 12
- Стивидорный узел = 3,163 96
- Узел 6₂[англ.] = 4,400 83
- Бесконечный узел = 5,137 94
- Пара Перко = 5,638 77
- Узел 6₃[англ.] = 5,693 02
- Узел Конвея = 11,2191